# Стивенсон (Вашингтон)
Стивенсон (енгл. Stevenson) град је у америчкој савезној држави Вашингтон. По попису становништва из 2010. у њему је живело 1.465 становника.

## Демографија
Према попису становништва из 2010. у граду је живело 1.465 становника, што је 265 (22,1%) становника више него 2000. године.
| Група             | 2000.         | 2010.         |
| Белци             | 1.058 (88,2%) | 1.310 (89,4%) |
| Афроамериканци    | 2 (0,2%)      | 9 (0,6%)      |
| Азијати           | 7 (0,6%)      | 8 (0,5%)      |
| Хиспаноамериканци | 64 (5,3%)     | 85 (5,8%)     |
| Укупно            | 1.200         | 1.465         |